# Mycoaciella brunnea
Mycoaciella brunnea är en svampart som först beskrevs av Jülich, och fick sitt nu gällande namn av Hjortstam & Spooner 1990. Mycoaciella brunnea ingår i släktet Mycoaciella och familjen Meruliaceae.   Inga underarter finns listade i Catalogue of Life.